# Joel Hopkins
Joel Hopkins (Londra, 1970) è un regista e sceneggiatore britannico.

## Biografia
È figlio di Michael e Patricia Hopkins, proprietari della celebre ditta britannica di architettura. 
Hopkins sì trasferì a New York per frequentare la Tisch School of the Arts. Nel 1998, ancora studente, girò Joerge, un cortometraggio grazie al quale vinse il premio NYU's Wasserman Award. Con i soldi ottenuti dal contributo del premio, iniziò un altro progetto ispirato al precedente, Jump Tomorrow (2001), che fu il suo primo lungometraggio. Il film ricevette recensioni positive da parte della critica, ma la distribuzione fu limitata e il film non raggiunse inizialmente un ampio pubblico. Successivamente fu nominato per due British Independent Film Awards: il Premio Douglas Hickox per il miglior regista esordiente, e quella per la miglior sceneggiatura. Nel 2002 vinse il Premio Carl Foreman come esordiente più promettente.
Nel 2005 fu inizialmente incaricato di girare Nanny McPhee - Tata Matilda; in questa occasione conobbe Emma Thompson, che oltre ad essersi occupata della sceneggiatura, fu la protagonista del film. Hopkins dichiarò in seguito che dopo averla vista in una produzione di Broadway accanto a Dustin Hoffman, decise di scrivere un film per celebrare la chimica interpersonale che aveva visto tra i due attori; da questo nacque Oggi è già domani, che fu accolto favorevolmente dalla critica. 
Joel Hopkins attualmente ha una relazione con Nicola Usborne, che è anche la sua partner di produzione.

## Filmografia

### Regista e sceneggiatore
- Jorge (1998)
- Jump Tomorrow (2001)
- Oggi è già domani (Last Chance Harvey) (2008)
- Colpo d'amore (The Love Punch) (2013)
- Appuntamento al parco (Hampstead) (2017) - solo regista